# Nagy Ibolya (festő)
Nagy Ibolya (Hatvan, 1957. április 1. −) magyarországi cigány festőművész.

## Életpályája
Szülei korán elváltak, Nagy Ibolyát az édesapja nevelte, gyermekkorát egy Szőcsi nevű kisközségben töltötte. Családja anyagi gondjai miatt nem nyílt lehetősége továbbtanulásra. Már gyermekkorában tapasztalta, hogy szülei kis keresetüket a hagyományos cigány foglalkozásokkal igyekeztek kiegészíteni, így a gyermek Nagy Ibolya korán megismerte a művészet népi formáit. Festeni mindig szeretett, de igazából férje, Kökény Róbert festőművész mellett kezdett el festeni. Kenyérkereső foglalkozásának nem választotta a festészetet, így teljesen szabadnak érzi magát, nem kell elvárásoknak megfelelni, saját elképzeléseinek megfelelően választ témát és stílust. Kedvelt témája a gyermekkorából feltűnő idealizált tájképek és az egyéni módon megfogalmazott nőábrázolás. Meseszerű szürrealizmusba hajló stílusjegyeket alkalmaz. Az 1990-es évek végén meghívták a Cigány Ház alkotótáborába, amelynek azóta is rendszeres résztvevője és kiállítója. Több alkalommal csoportos kiállításokon vett részt Budapesten a Balázs János Galériában és számos vidéki városban. A 2009-es Cigány festészet című reprezentatív albumba hét olajfestményét válogatták be, ezek közül hat tájkép, egy pedig portré.

## A 2009-es Cigány festészet című albumba beválogatott képei

### Tájképek
- Kőszegi táj (olaj, farost, 60x40 cm, 2004)
- Szemesi kikötő  (olaj, farost, 60x40 cm, 2000)
- Búzamező viharban (olaj, farost, 60x40 cm, 2001)
- Kőszegi erdőrészlet (olaj, farost, 60x40 cm, 2004)
- Pipacsok (olaj, vászon, 46x38 cm, 2009)
- Kukoricás (olaj, vászon, 46x38 cm, 2009)

### Portré
- Furulyás kisfiú (olaj, farost, 42x50 cm, 2003)[3]